# Liste der Landesstraßen in Rheinland-Pfalz ab der L 201
Diese Liste der Landesstraßen in Rheinland-Pfalz ab der L 201 ist eine Auflistung der Landesstraßen mit den führenden Ziffern 2 und 3 im deutschen Land Rheinland-Pfalz. 
Als Abkürzung für diese Landesstraßen dient der Buchstabe L. Die Zahl hinter dem L ist bei diesen Landesstraßen stets dreistellig. 
Diese Seite enthält die Landesstraßen ab der L 201. Die weiteren Landesstraßen stehen auf den folgenden Seiten:
- Liste der Landesstraßen in Rheinland-Pfalz ab der L 1
- Liste der Landesstraßen in Rheinland-Pfalz ab der L 401

Die Bundesautobahnen und Bundesstraßen werden gestalterisch hervorgehoben.

## Liste
Der Straßenverlauf wird in der Regel von Nord nach Süd und von West nach Ost angegeben.

### L 201 ff
| Nr.   | Verlauf |
| ----- | --- |
| L 202 | L 108 in Treis – L 204 – Altstrimmig – Mittelstrimmig – L 200 – Blankenrath – L 203 – |
| L 203 | L 202 in Blankenrath – Haserich – Mastershausen – Buch (Hunsrück) – L 204 |
| L 204 | L 202 – Mörsdorf (Hunsrück) – L 203 – |
| L 205 | in Burgen (Untermosel) – Macken – Eveshausen – Dommershausen – Dorweiler – Beltheim – L 215 – Roth (Hunsrück) – |
| L 206 | in Brodenbach – Morshausen – Beulich – Gondershausen – Liesenfeld – Emmelshausen – – L 213 – L 211 – Hungenroth – in St. Goar |
| L 207 | – in Boppard |
| L 208 | – Waldesch – in Rhens |
| L 209 | – L 210 in Boppard |
| L 210 | in Boppard – L 209 – |
| L 211 | L 206 – L 214 in Norath |
| L 212 | in Bad Salzig – Weiler – Rheinbay – L 213 in Karbach (Hunsrück) |
| L 213 | L 206 – – Karbach – L 212 – Holzfeld – Werlau – in St. Goar |
| L 214 | in Sauerbrunnen – Niedert – Norath – L 211 – L 215 – Pfalzfeld – L 216 – Kisselbach – L 220 – Liebshausen – Rheinböllen – L 223 – L 224 – Rheinböllerhütte – Stromberg (Hunsrück) – L 242 – – Waldalgesheim – Büdesheim – in Bingerbrück |
| L 215 | L 205 in Beltheim – Frankweiler – Schnellbach – Bickenbach (Hunsrück) – Mühlpfad – L 214 – |
| L 216 | – Braunshorn – L 218 – Dudenroth – Lingerhahn – L 214 |
| L 217 | L 214 in Laudert – – L 220 |
| L 218 | – L 216 – Ebschied – Laubach (Hunsrück) – L 219 – L 227 – L 220 – L 223 – L 108 in Simmern/Hunsrück |
| L 219 | in Kastellaun – Laubach (Hunsrück) – L 218 – Bubach – Riegenroth – L 220 in Kisselbach |
| L 220 | L 218 – L 223 – L 222 – Budenbach – Kisselbach – L 219 – L 214 – L 217 – Wiebelsheim – Engehöll – Oberwesel – |
| L 222 | L 220 – Pleizenhausen – L 223 – L 218 |
| L 223 | L 220 – Pleizenhausen – L 222 – Rayerschied – Benzweiler – L 214 in Rheinböllen |
| L 224 | L 214 in Rheinböllen – Steeg – Bacharach – |
| L 225 | – L 108 in Hasselbach (Hunsrück) |
| L 226 | – Wüschheim (Hunsrück) – L 227 – Reich (Hunsrück) – Biebern – Fronhofen – L 108 in Keidelheim |
| L 227 | L 226 in Wüschheim (Hunsrück) – Michelbach (Hunsrück) – L 108 – Neuerkirch – Klosterkumbd – L 218 |
| L 228 | – Reckershausen – Heinzenbach – Unzenberg – |
| L 229 | L 162 in Gemünden (Hunsrück) – L 230 – Langenthal – in Monzingen |
| L 230 | in Simmertal – L 229 – L 108 – Münchwald – L 231 – L 239 |
| L 231 | L 239 – L 230 |
| L 232 | in Martinstein – Merxheim (Nahe) – Meddersheim – L 376 – Bad Sobernheim – L 233 – L 234 in Staudernheim |
| L 233 | – Steinhardt – L 232 in Bad Sobernheim |
| L 234 | in Waldböckelheim – L 108 – Oberstreit – Staudernheim – L 232 – L 377 – Odernheim am Glan – L 235 – Rehborn – in Meisenheim |
| L 235 | L 234 in Odernheim am Glan – Duchroth – Oberhausen an der Nahe – L 378 – Niederhausen – Norheim – L 236 – in Bad Münster am Stein-Ebernburg |
| L 236 | in Waldlaubersheim – L 243 – L 242 – L 239 – Hargesheim – L 237 – Bad Kreuznach – L 244 – L 235 in Norheim |
| L 237 | L 108 in Bockenau – Sponheim – Mandel – Roxheim – L 236 in Hargesheim |
| L 238 | L 108 in Winterburg – Allenfeld – L 239 in Argenschwang |
| L 239 | in Ellern (Hunsrück) – L 242 – L 240 – L 231 – L 230 – Argenschwang – L 238 – Dalberg (bei Bad Kreuznach) – Wallhausen (bei Bad Kreuznach) – Gutenberg (bei Bad Kreuznach) – L 236 |
| L 240 | L 239 – L 242 |
| L 242 | – Argenthal – L 239 – Dörrebach – L 240 – Stromberg (Hunsrück) – L 214 – Schweppenhausen – Windesheim – L 243 – L 236 – Guldental – Langenlonsheim – Gensingen – |
| L 243 | L 236 – L 242 in Windesheim |
| L 244 | in Bad Kreuznach – L 236 |
| L 251 | L 253 in Linz am Rhein – Hargarten – L 254 – Sankt Katharinen – Neustadt (Wied) – L 255 |
| L 252 | – Kalenborn – L 253 – Willscheid – Vettelschoß – Oberelsaff – Unterelsaff – L 255 |
| L 253 | (L 253 in Nordrhein-Westfalen) – Landesgrenze – Kalenborn – L 252 – L 254 – L 251 – Linz am Rhein – L 256 – |
| L 254 | L 253 – Notscheid – Hilkerscheid – L 251 – L 256 – L 257 |
| L 255 | (L 86 in Nordrhein-Westfalen) – Landesgrenze – – Griesenbach – Hurtenbach – Löhe – Asbach (Westerwald) – L 272 – Etscheid – Neustadt (Wied) – L 269 – L 270 – L 252 – L 251 – Roßbach (Wied) – L 256 – Waldbreitbach – L 257 – Niederbreitbach – Datzeroth – Altwied – Niederbieber – in Neuwied |
| L 256 | L 253 in Linz am Rhein – L 254 – Reifert – Roßbach (Wied) – L 255 – Breitscheid (Westerwald) – L 270 in Fernthal |
| L 257 | in Bad Hönningen – L 254 – Frorath – Hausen (Wied) – L 255 – Niederbreitbach – Wolfenacker – Kurtscheid – |
| L 258 | in Neuwied – L 260 – Anhausen – Rüscheid – L 264 – – L 266 – |
| L 259 | L 260 in Heimbach-Weis – – L 307 in Block |
| L 260 | – Oberbieber – L 258 – Heimbach-Weis – L 259 – L 262 in Bendorf |
| L 261 | L 265 in Wahlrod – |
| L 262 | L 307 in Engers – L 260 – in Bendorf |
| L 264 | L 265 in Puderbach – Urbach (Westerwald) – Überdorf – L 266 – L 258 |
| L 265 | L 281 – Mörsbach – L 289 – Kroppach – Mudenbach – Wahlrod – L 261 – Berod bei Hachenburg – Lautzert – L 268 – Steimel – Puderbach – L 267 – L 264 – Dürrholz – L 266 – |
| L 266 | / – L 265 – L 264 – L 258/L 268 |
| L 267 | (L 333 in Nordrhein-Westfalen) – Landesgrenze – Abschnitt ohne eine klassifizierte Straßenverbindung – Landesgrenze – (L 112 in Nordrhein-Westfalen) – Landesgrenze – Forst (bei Wissen, Sieg) – Bitzen – Landesgrenze – (L 112 in Nordrhein-Westfalen) – Landesgrenze – Oppertsau – Landesgrenze – (L 112 in Nordrhein-Westfalen) – Landesgrenze – Fürthen – Landesgrenze – (L 112 in Nordrhein-Westfalen) – Landesgrenze – – Pracht – Beul – Heupelzen – Kettenhausen – Honneroth – Altenkirchen (Westerwald) – Almersbach – Fluterschen – L 269 – Puderbach – L 265 – Brechhofen – Wienau – Dierdorf – Brückrachdorf – Krümmel (Westerwald) – Selters (Westerwald) – L 304 – L 307 – Quirnbach (Westerwald) – Helferskirchen – L 303 – Ötzingen – in Niederahr |
| L 268 | L 258/L 266 – |
| L 269 | L 255 in Ehrenberg – Eulenberg (Westerwald) – Peterslahr – Oberlahr – Döttesfeld – Seifen (Westerwald) – L 267 |
| L 270 | L 255 in Neustadt (Wied) – Fernthal – L 256 – Hombach – Epgert – Hümmerich – |
| L 272 | (L 247 in Nordrhein-Westfalen) – Landesgrenze – Stockhausen – L 273 – Germscheid – L 275 – Asbach (Westerwald) – L 255 – Krankel – Schöneberg – in Flammersfeld |
| L 273 | L 274 – L 272 |
| L 274 | (L 330 in Nordrhein-Westfalen) – Landesgrenze – Buchholz (Westerwald) – L 255 in Griesenbach |
| L 275 | (L 171 in Nordrhein-Westfalen) – Landesgrenze – Krautscheid – Buchholz (Westerwald) – L 275 – L 272 in Asbach (Westerwald) |
| L 276 | (L 147 in Nordrhein-Westfalen) – Landesgrenze – Weyerbusch – Giershausen – |
| L 277 | (L 120 in Nordrhein-Westfalen) – Landesgrenze – Niederirsen – Landesgrenze – (L 120 in Nordrhein-Westfalen) – Landesgrenze – Rimbach – Oberirsen – in Birnbach |
| L 278 | (L 351 in Nordrhein-Westfalen) – Landesgrenze – Unterweidenbruch – Weierseifen – Krottorf – L 280 – Gösingerhütte – Steeg – Höferhof – Landesgrenze – (L 336, L 326 und L 324 in Nordrhein-Westfalen) – Landesgrenze – Ellingshagen – Wissen – Schönstein – Altenbrendebach – L 281 in Gebhardshain |
| L 279 | L 280 in Friesenhagen – Katzwinkel (Sieg) – |
| L 280 | L 278 – Friesenhagen – L 279 – Landesgrenze – (L 562 und L 512 in Nordrhein-Westfalen) – Landesgrenze – L 282 – Niederfischbach – Wehbach – Kirchen (Sieg) – Betzdorf – L 288 – Alsdorf (Westerwald) – L 284 – Schutzbach – Biersdorf – Daaden – L 285 – Emmerzhausen – Landesgrenze – (L 911 in Nordrhein-Westfalen) |
| L 281 | L 288 in Steineroth – Elben (Westerwald) – Gebhardshain – L 278 – L 265 – L 286 – Luckenbach – L 288 – – Hirtscheid – in Langenhahn |
| L 282 | (L 565 in Nordrhein-Westfalen) – Landesgrenze – L 280 in Niederfischbach |
| L 283 | (L 533 in Nordrhein-Westfalen) – Landesgrenze – in Niederschelderhütte |
| L 284 | L 280 – Grünebach – Sassenroth – L 285 in Herdorf |
| L 285 | (L 722 in Nordrhein-Westfalen) – Landesgrenze – Herdorf – L 284 – Daaden – L 280 – Friedewald (Westerwald) – L 286 – Langenbach bei Kirburg – in Kirburg |
| L 286 | L 281 in Steineberg – Rosenheim – L 288 – Elkenroth – L 287 – Weitefeld – Oberdreisbach – L 285 in Friedewald (Westerwald) |
| L 287 | L 288 – Elkenroth – L 286 – Neunkhausen – in Kirburg |
| L 288 | in Betzdorf – L 280 – Steineroth – L 281 – L 287 – Kausen – L 286 – L 281 – Nister – Hachenburg – Alpenrod – L 281 – Lochum – L 303 – – Langenhahn – L 294 – L 300 – L 302 – Landesgrenze – (L 1551 in Hessen) |
| L 289 | Wissen – L 265 in Mörsbach |
| L 290 | – |
| L 292 | – Hachenburg – Steinebach an der Wied – Schenkelberg – Herschbach – |
| L 293 | – Unnau – Zinhain – Bad Marienberg (Westerwald) – L 294 – Nisterau – |
| L 294 | – Bad Marienberg (Westerwald) – L 293 – L 295 – Hahn bei Marienberg – Dreisbach (Westerwald) – Ailertchen – Halbs – Hergenroth – Westerburg – L 300 – L 288 |
| L 295 | L 294 in Bad Marienberg (Westerwald) – Stockhausen-Illfurth – Fehl-Ritzhausen – Niederroßbach – Neustadt/Westerwald – in Emmerichenhain |
| L 296 | in Stein-Neukirch – Bretthausen – L 297 – Liebenscheid – Landesgrenze – (L 730 in Nordrhein-Westfalen) |
| L 297 | L 296 – Löhnfeld – Willingen (Westerwald) – in Nister-Möhrendorf |
| L 298 | – Rennerod – Westernohe – Elsoff (Westerwald) – Landesgrenze – (L 3281 in Hessen) |
| L 299 | – Neunkirchen (Westerwald) – L 301 – Landesgrenze – (L 3109 in Hessen) |
| L 300 | L 307 in Ransbach-Baumbach – Ebernhahn – L 303 – L 312 – Siershahn – L 313 – – Boden (Westerwald) – L 315 – Herschbach (Oberwesterwald) – Elbingen – L 302 – L 288 – Westerburg – L 294 – Winnen – Seck – |

### L 301 ff
| Nr.   | Verlauf |
| ----- | --- |
| L 301 | L 299 in Neunkirchen (Westerwald) – Landesgrenze – (L 3022 in Hessen) |
| L 302 | L 300 – Gemünden (Westerwald) – L 288 – Berzhahn – L 321 – Willmenrod – L 300 |
| L 303 | L 288 in Lochum – Linden (Westerwald) – Dreifelden – Freilingen (Westerwald) – Weidenhahn – Ewighausen – Helferskirchen – L 267 – Siershahn – L 313 – L 300 in Ebernhahn |
| L 304 | in Isenburg (Westerwald) – L 306 – Ellenhausen – L 313 – L 267 – Selters (Westerwald) – L 305 – Maxsain – Freilingen – Wölferlingen – in Langenhahn |
| L 305 | in Herschbach – Rückeroth – Goddert – L 304 |
| L 306 | in Bendorf – Stromberg – Nauort – Wittgert – L 304 – Deesen – Sessenhausen – L 267 – Marienrachdorf – |
| L 307 | in Neuwied – Block – L 259 – Engers – L 262 – – Höhr-Grenzhausen – – L 310 – Hilgert – L 300 – Ransbach-Baumbach – – L 313 – Mogendorf – L 267 |
| L 308 | L 310 in Höhr-Grenzhausen – Vallendar – L 309 – |
| L 309 | L 308 in Vallendar – Hillscheid – L 310 – – L 329 |
| L 310 | L 307/L 308 in Höhr-Grenzhausen – L 309 in Hillscheid |
| L 312 | L 300 – Dernbach (Westerwald) – Elgendorf – L 327 |
| L 313 | L 304 – Oberhaid (Westerwald) – Mogendorf – L 307 – Siershahn – L 303 – Wirges – L 300 – Eschelbach – Montabaur – L 318 – – Bladernheim – Ettersdorf – Isselbach – L 325 – Horhausen (Nassau) – |
| L 314 | L 318 – Girod – Steinefrenz – Weroth – L 317 – – L 315 – Landesgrenze – (L 3046 in Hessen) |
| L 315 | L 300 – Berod bei Wallmerod – Wallmerod – Molsberg – L 314 |
| L 316 | in Herschbach (Oberwesterwald) – Salz (Westerwald) – Landesgrenze – (L 3279 in Hessen) |
| L 317 | – Weroth – L 314 – L 318 – Nentershausen (Westerwald) – Eppenrod – L 325 – in Hirschberg |
| L 318 | L 312 – Montabaur – L 313 – – Heiligenroth – L 314 – L 317 – Nentershausen – Görgeshausen – L 325 – Hambach (bei Diez) – Aull – Diez – Birlenbach – L 323 – Schönborn – L 322 |
| L 319 | (L 3020 in Hessen) – Landesgrenze – Holzheim (Aar) – |
| L 320 | in Hahnstätten – Kaltenholzhausen – Landesgrenze – (L 3022 in Hessen) |
| L 321 | L 302 in Berzhahn – Landesgrenze – (L 3278 in Hessen) |
| L 322 | in Laurenburg – L 323 – Klingelbach – Katzenelnbogen – Dörsdorf – Reckenroth – L 336 – |
| L 323 | L 318 – Wasenbach – L 322 – Bremberg – L 324 – Attenhausen – Hunzel – Miehlen – L 335 – L 333 in Ruppertshofen |
| L 324 | in Obernhof – Seelbach (Nassau) – L 323 |
| L 325 | (L 3447 in Hessen) – Landesgrenze – Görgeshausen – Eppenrod – L 317 – Isselbach – L 313 – Giershausen – Dies – L 326 – Weinähr – |
| L 326 | in Montabaur – Holler (Westerwald) – Untershausen – Daubach (Westerwald) – Horbach (Westerwald) – Gackenbach – Hübingen – L 325 in Dies |
| L 327 | L 313 in Montabaur – L 312 – Horressen – Niederelbert – Oberelbert – Welschneudorf – L 330 – Kemmenau – Bad Ems – – L 333 – L 335 in Braubach |
| L 329 | – L 309 – Arzbach – Bierhaus – in Bad Ems |
| L 330 | L 327 – Hömberg – in Nassau (Lahn) |
| L 332 | L 333 – Schweighausen – Scheuern – in Bergnassau |
| L 333 | L 327 – Becheln – L 332 – Dachsenhausen – L 335 – Winterwerb – Gemmerich – Himmighofen – Kasdorf – Ruppertshofen – L 323 – Bogel – Nieder-Wallmenach – Ober-Wallmenach – L 337 – Lipporn – L 335 in Welterod |
| L 334 | L 335 in Dachsenhausen – Dahlheim – in Wellmich |
| L 335 | in Lahnstein – Braubach – L 327 – Dachsenhausen – L 333 – L 334 – Marienfels – Miehlen – L 323 – Nastätten – Diethardt – Strüth – L 336 – Welterod – L 333 – Landesgrenze – (L 3031 in Hessen) |
| L 336 | L 322 – Landesgrenze – (L 3031 in Hessen) – Landesgrenze – L 335 in Strüth |
| L 337 | in Nastätten – Lautert – L 335 – Rettershain – L 339 – Landesgrenze – (L 3397 in Hessen) |
| L 338 | – Bornich – L 339 in Weisel |
| L 339 | in Kaub – Weisel – L 338 – L 337 |
| L 340 | (L 3397 in Hessen) – Landesgrenze – Landesgrenze – (L 3397 in Hessen) |
| L 341 | (L 3033 in Hessen) – Landesgrenze – Landesgrenze – (L 3033 in Hessen) |
| L 347 | L 169 in Heimbach – Fohren-Linden – L 348 – Mettweiler – L 176 |
| L 348 | L 169 in Baumholder – L 347 – Berschweiler bei Baumholder – Landesgrenze – (L 133 im Saarland) |
| L 349 | (L 123 im Saarland) – Landesgrenze – Pfeffelbach – L 176 in Thallichtenberg |
| L 350 | in Konken – Herschweiler-Pettersheim – L 352 – Ohmbach – in Brücken (Pfalz) |
| L 352 | (L 131 im Saarland) – Landesgrenze – Frohnhofen – L 354 – Krottelbach – L 350 – Liebsthal – Quirnbach/Pfalz – L 359 – |
| L 353 | L 354 in Breitenbach (Pfalz) – Landesgrenze – (L 289 im Saarland) |
| L 354 | L 352 in Frohnhofen – Breitenbach (Pfalz) – L 353 – Bambergerhof – Waldmohr – – L 355 |
| L 355 | L 352 – Altenkirchen (Pfalz) – Dittweiler – Schönenberg-Kübelberg – – L 354 – – Landesgrenze – (L 223 im Saarland) |
| L 356 | in Schönenberg-Kübelberg – Miesau – L 357 – L 358 – Spesbach – Hütschenhausen – – L 363 – L 369 – L 367 – Weilerbach – in Hirschhorn/Pfalz |
| L 357 | L 358 in Elschbach – L 356 in Miesau |
| L 358 | in Glan-Münchweiler – Nanzweiler – Dietschweiler – Elschbach – L 357 – Miesau – L 356 – – L 395 in Bruchmühlbach |
| L 359 | L 352 in Quirnbach/Pfalz – in Rehweiler |
| L 360 | in Kusel – L 362 – Bledesbach – Schellweiler – Hüffler – Wahnwegen – L 352 |
| L 362 | L 360 in Kusel – Haschbach am Remigiusberg – in Theisberg |
| L 363 | in Glan-Münchweiler – Niedermohr – Schrollbach – Obermohr – Steinwenden – L 366 – Ramstein-Miesenbach – L 356 – – Landstuhl – L 395 – L 470 – L 469 – Bann (Pfalz) – Queidersbach – L 472 – Linden (Pfalz) – Horbach (Pfalz) – L 473 in Steinalben |
| L 364 | in Gimsbach – Neunkirchen am Potzberg – L 367 in Oberstaufenbach |
| L 366 | L 367 in Steegen – Kottweiler-Schwanden – Ramstein-Miesenbach – L 363 in Steinwenden |
| L 367 | in Altenglan – L 368 – Friedelhausen – L 370 – Niederstaufenbach – Oberstaufenbach – L 364 – Reichenbach-Steegen – L 366 – L 372 – L 369 – L 356 – Rodenbach (Westpfalz) – |
| L 368 | L 367 in Altenglan – Welchweiler – Elzweiler – Horschbach – Hinzweiler – L 372 – Aschbach (Westpfalz) – in Oberweiler-Tiefenbach |
| L 369 | L 372 in Eßweiler – Jettenbach (Pfalz) – L 370 – Kollweiler – L 372 – Schwedelbach – L 367 – L 356 – |
| L 370 | L 367 – Bosenbach – Jettenbach (Pfalz) – L 369 – Rothselberg – L 372 – |
| L 372 | in Offenbach-Hundheim – Nerzweiler – Hinzweiler – L 368 – Oberweiler im Tal – Eßweiler – L 369 – Rothselberg – L 370 – Kollweiler – L 369 – L 367 |
| L 373 | L 182 in Jeckenbach – Kappeln – Merzweiler – Langweiler (bei Lauterecken) – Homberg (bei Lauterecken) – Kirrweiler (bei Lauterecken) – in Glanbrücken |
| L 374 | L 182 – Otzweiler – in Sien |
| L 375 | L 182 – Bärweiler – L 376 |
| L 376 | L 232 in Meddersheim – L 375 – Abtweiler – L 377 – Raumbach – in Meisenheim |
| L 377 | L 234 in Staudernheim – L 376 in Abtweiler |
| L 378 | L 235 in Oberhausen an der Nahe – Hallgarten (Pfalz) – L 381 – L 379 |
| L 379 | in Bad Münster am Stein-Ebernburg – Feilbingert – L 381 – L 378 – Obermoschel – Sitters – Schiersfeld – Finkenbach-Gersweiler – Waldgrehweiler – L 385 – Teschenmoschel – L 386 in Dörrmoschel |
| L 380 | – Reiffelbach – L 385 in Gangloff |
| L 381 | L 378 – L 379 |
| L 382 | in Odenbach – Adenbach – Ginsweiler – L 385 – Reipoltskirchen – L 386 – Berzweiler – Hefersweiler – L 384 – Niederkirchen (Westpfalz) – Schallodenbach – L 391 – L 388 – Schneckenhausen – Otterberg – L 387 – Baalborn – L 401 – Mehlingen – Enkenbach-Alsenborn – – L 395 |
| L 383 | – Heinzenhausen – Hohenöllen – Einöllen – L 384 |
| L 384 | in Immetshausen – L 383 – L 382 in Hefersweiler |
| L 385 | L 382 in Ginsweiler – Becherbach (Pfalz) – Gangloff – L 380 – L 379 – Waldgrehweiler – Ransweiler – Dielkirchen – Gerbach – L 400 – L 404 |
| L 386 | L 382 – Nußbach (Pfalz) – Rudolphskirchen – Rathskirchen – Dörrmoschel – L 379 – – Rockenhausen – L 400 – L 402 – Marienthal (Pfalz) – L 394 – L 404 – L 399 – Haide – Kirchheimbolanden – L 401 – – Bischheim – Rittersheim – L 447 – Gundersheim – Westhofen – L 442 – L 425 – Osthofen – L 437 – in Rheindürkheim |
| L 387 | in Imsweiler – Gundersweiler – Gehrweiler – L 388 – Höringen – L 390 – Otterberg – L 382 – L 389 – Erlenbach – Morlautern – L 395 in Kaiserslautern |
| L 388 | Gehrweiler – Heiligenmoschel – Schneckenhausen – L 382 in Schallodenbach – L 391 – Mehlbach – in Katzweiler |
| L 389 | in Otterbach (Westpfalz) – L 387 |
| L 390 | L 387 in Höringen – Leithöfe – Winnweiler – L 401 |
| L 391 | L 382 in Schallodenbach – L 388 |
| L 392 | – Imsbach – L 401 – Alsenbrück |
| L 393 | – L 401 – Sembach – Heinzental – L 394 in Neuhemsbach |
| L 394 | L 386 – Dannenfels – L 398 – L 397 – L 401 – Breunigweiler – Sippersfeld – Neuhemsbach – L 393 – L 395 |
| L 395 | (L 119 im Saarland) – Landesgrenze – Bruchmühlbach-Miesau – L 464 – L 466 – Hauptstuhl – L 470 – Landstuhl – L 363 – Kindsbach – Einsiedlerhof – Kaiserslautern – L 387 – L 504 – – Eselsfürth – L 401 – Enkenbach-Alsenborn – L 382 – Ramsen (Pfalz) – L 396 – Eisenberg (Pfalz) – Ebertsheim – L 452 – L 448 – Mertesheim – L 516 – Asselheim – Albsheim an der Eis – Obrigheim (Pfalz) – Offstein – L 455 – Heppenheim an der Wiese – Horchheim – Worms – L 456 – . Bis Eselsfürth Teil der Kaiserstraße |
| L 396 | L 449 in Göllheim – Göllheimer Häuschen – Jagdhaus Lassmichinruh – L 395 in Ramsen (Pfalz) |
| L 397 | L 394 in Dannenfels – Bennhausen – Weitersweiler – / |
| L 398 | L 394 in Dannenfels – L 401 |
| L 399 | L 400 in Oberhausen an der Appel – Kriegsfeld – L 404 – L 405 – Oberwiesen – L 406 – L 386 |
| L 400 | in Wöllstein – Siefersheim – Wonsheim – L 409 – L 410 – Tiefenthal (Rheinhessen) – Niederhausen an der Appel – L 403 – Münsterappel – Oberhausen an der Appel – L 399 – Gaugrehweiler – Sankt Alban (Pfalz) – Gerbach – L 385 – Würzweiler – L 402 – L 400 |